# Râul Monoșel
Râul Monoșel este un râu afluent al Beliș. 